# 銀魂 (動畫)
《銀魂》是改编自空知英秋同名漫画《银魂》的電視動畫作品。

## 作品解說

### 日本國內
- 動畫版的《銀魂》，OVA於「JUMP FESTA・ANIME TOUR '05（ジャンプフェスタ・アニメツアー'05）」上映，製作單位為SUNRISE（サンライズ），監督為高松信司。2006年4月4日開播，每週二19:00於東京電視臺播放，由第25集開始改為每週四播放，從2010年4月5日開始，每週星期一傍晚六點，於東京電視台播放《銀魂精選集》。
- 動畫主題曲精選輯「銀魂BEST」，於日本舉辦頒獎典禮的第 24 屆日本金唱片大賞中，獲得了「年度動畫專輯大獎」的榮譽。
- 《銀魂劇場版 新譯紅櫻篇》於2010年4月24日於日本上映，主題歌是 DOES 的[1]。該片仍為羚邦國際代理，臺灣方面已由蜜蜂工房取得授權，於2010年10月15日上映，在正式上映的前一週開始舉辦大型的宣傳活動，也預定在男主角坂田銀時生日10月10日當天策劃特別活動。
- 《銀魂劇場版 完結篇 永遠的萬事屋》於2013年7月6日於日本上映。入場觀影者總共超越130萬人，票房已達16.8億日圓，臺灣於8月23日全國上映，而香港則在12月5日上映。與前作劇場版「新譯紅櫻篇」相比，票房收入增加約158%，總觀眾數為135萬人。外界普遍認為能夠取得這樣的好成績主要是有三大原因，首先這次的劇場版是由原作者空知英秋親自執筆的原創性故事，再來就是作品的高完成度以及這次劇場版標榜完結篇的緣故。
- 《銀魂》系列作一直以來都受到男女老幼的歡迎。在日本，票房若能超過10億便稱得上是部熱門電影，這次總票房16.8億日元的成績十分亮眼，一舉打敗了《環太平洋》、《鋼鐵人3》、《遺落戰境》、《闇黑無界：星際爭霸戰》等眾多美國大片。

### 海外播放
台灣
- 台灣最初於2008年6月29日起每週日20:00於衛視中文臺播出，但部分劇情較不適合普遍級的尺度，故在播出時會斟酌刪減不宜的畫面；
- 本劇在臺灣播出的中文版有穿插一些臺語對白，本作動畫版已由羚邦國際所代理。
- 台灣後來又在2010年12月28日起每週一至週六18:00於壹綜合播出中文配音版本，隔天起18:00-18:30播出前一集內容，18:30-19:00播出最新集數；
- 第一季（至52話）播畢後則再重播一次，並接上第二季（53話起）和第三季（至150話）進度，播出期間沒有刪減畫面。
- 2011年4月5日起每週一至週五於中視播出第一季至第三季的中文配音版本，前期的部分有片頭片尾曲刪減、錯置的情況，在播出第二季中後期時改善。
- 第二季後半部至第三季末，因部分名稱變更，播出有剪輯或重新配音的情況，如：「廢柴大叔」取代「廢物叔」。
- 同樣有刪減部分不宜尺度的畫面、語句，但沒有衛視中文台嚴重。臺灣在2012年4月7日起每週六18:00於中視全台首播第四季的中文配音版本。
- 2014年1月14日由中視開始播放第五季（202話至252話）的內容。（中視為雙語播出）

香港
- 香港在2012年4月4日逢星期一至五於無線電視J2台播映第四季的粵語配音版。
- 由第四季開始，在首播時段刪去不適合於黃金時段播映的畫面後，會於深夜重播時段補回這些畫面，和頭三季直接刪減的情況不同。在2012年5月30日，受節目改革影響，節目改為逢星期三播出。
- 在2008年11月25日起星期一至五於無電視J2台播出粵語配音版（雙語多重AC-3位流播放）。
- 在2012年8月4日於無線電視J2台播映《銀魂劇場版 新譯紅櫻篇》。另外，在2012年9月5日起逢星期三於同一頻道播出《銀魂'》的粵語配音版。
- 2014年3月15日開始，J2開始於逢星期六晚23:05-23:35播放第2季延長戰（第253－265話）。
- 2017年10月29日開始，J2開始於逢星期日晚23:35-24:35播放第3季（第266－316話），2018年因應21:00韓綜對調播放，節目改為逢星期六、日24:05-24:35播出。

中国大陸
- 2011年12月，东京电视台正式授權土豆網，於每週一18:30起進行网络放送。
- 2021年3月19日，东京电视台正式授權bilibili对《银魂》第一季的网络放送，并于3月31日上线第二、三季。

### 主要歷史
- 第一期于2006年4月4日开始，每週星期二19:00於東京電視台播放。2010年3月25日第一期完結，第一期共計201話。
- 2010年4月5日開始，每週星期一傍晚六點，於東京電視台播放「銀魂精選集」。
- 2011年4月開始，電視動畫第二期开始播放，集數承接第一期，從第202話開始。第二期動畫標題做了小改動：以《銀魂'》做為新標題，在2012年3月第二期完結，總計51集。
- 2012年10月4日開始，電視動畫第三期，又名「第二期延長戰」的季度开始播放，集數承接第二期，從253話開始，与《銀魂精選集》共同播放[2]。
- 從2013年4月4日於日本時間逢星期四25:58-26:28在BS Japan有《銀魂精選集》播出。
- 官方於2014年12月21日釋出新作播出的消息，第三期動畫於2015年4月以《銀魂°》繼續播出。於2015年4月8日開始直到2016年3月30日，為其一年的年番，每週星期三18:00於東京電視台再次放送[3]。
- 2017年1月8日開始，首次搬到深夜動畫時段，每週星期日25:35-26:05播放第四期《銀魂.》。

## 製作人員

### 日本
|                     | 第1期 （第1話 - 第201話）                                                                          | 第2期・第2期延長戰 （第202話 - 第265話） | 第3期 （第266話 - 第316話・愛染香篇）                                       | 第4期 （第317話 - 第367話）                                       |
| ------------------- | -------------------------------------------------------------------------------------------------- | ---------------------------------------- | --------------------------------------------------------------------------- | ----------------------------------------------------------------- |
| 原作                | 空知英秋                                                                                           | 空知英秋                                 | 空知英秋                                                                    | 空知英秋                                                          |
| 導演                | - 高松信司 - （第1話 - 第105話） - 藤田陽一 - （第100話 - 第201話）                                | 藤田陽一                                 | 宮脇千鶴                                                                    | 宮脇千鶴                                                          |
| 企劃                | -                                                                                                  | -                                        | -                                                                           | - 廣部琢之 - 今井陽介 - 尾崎雅之 - 木下暢起 - 岩上敦宏            |
| 監修                | 高松信司（第106話 - 第265話）                                                                      | 高松信司（第106話 - 第265話）            | 藤田陽一                                                                    | 藤田陽一                                                          |
| 系列構成            | 大和屋曉                                                                                           | 大和屋曉                                 | -                                                                           | -                                                                 |
| 人物設定 總作画監督 | 竹内進二                                                                                           | 竹内進二                                 | 竹内進二                                                                    | 竹内進二                                                          |
| 美術監督            | 野村裕樹                                                                                           | 野村裕樹                                 | 福島孝喜 間庭奈美                                                           | 福島孝喜 間庭奈美                                                 |
| 色彩設計            | 歌川律子                                                                                           | 歌川律子                                 | 歌川律子                                                                    | 歌川律子                                                          |
| 攝影監督            | 老平英                                                                                             | 老平英                                   | 寺本友紀                                                                    | 寺本友紀                                                          |
| CG監督              | - 古川貴之 - （第1話 - 第24話） - 真田竹志 - （第25話 - 第150話） - 中島豐 - （第151話 - 第201話） | 中島豐                                   | 鈴木知美                                                                    | 鈴木知美                                                          |
| 剪輯                | 瀨山武司                                                                                           | 瀨山武司                                 | - 瀬山武司（第266話 - 第277話・愛染香篇） - 佐佐木紘美（第278話 - 第316話） | - 佐佐木紘美 - （第317話 - 第328話） - （第329話 - 第367話）      |
| 音響監修            | -                                                                                                  | -                                        | 小林克良                                                                    | 小林克良                                                          |
| 音響監督            | 小林克良                                                                                           | 小林克良                                 | 高松信司                                                                    | 高松信司                                                          |
| 音樂                | Audio Highs                                                                                        | Audio Highs                              | Audio Highs                                                                 | Audio Highs                                                       |
| 錄音演出            | 高松信司 （第53話 - 第265話）                                                                      | 高松信司 （第53話 - 第265話）            | -                                                                           | -                                                                 |
| 音響效果            | 武藤晶子                                                                                           | 武藤晶子                                 | 武藤晶子                                                                    | 武藤晶子                                                          |
| 音樂制作            | Aniplex                                                                                            | Aniplex                                  | Aniplex                                                                     | Aniplex                                                           |
| 音樂制作            | Miracle Rob                                                                                        | Miracle Rob                              | Miracle Bus                                                                 | Miracle Bus                                                       |
| 分集標題題字        | 若鍋龍太                                                                                           | 若鍋龍太                                 | 若鍋龍太                                                                    | 若鍋龍太                                                          |
| 動畫制作            | 日昇動畫                                                                                           | 日昇動畫                                 | BN Pictures                                                                 | BN Pictures                                                       |
| 製作                | 東京電視台                                                                                         | 東京電視台                               | 東京電視台                                                                  | 銀魂製作委員会 （東京電視台、電通、BN Pictures、集英社、Aniplex） |
| 製作                | 電通                                                                                               |                                          |                                                                             | 銀魂製作委員会 （東京電視台、電通、BN Pictures、集英社、Aniplex） |
| 製作                | 日昇動畫                                                                                           | 日昇動畫                                 | BN Pictures                                                                 | 銀魂製作委員会 （東京電視台、電通、BN Pictures、集英社、Aniplex） |

### 海外
- 香港配音名單

- 主要配音名單：
  - 黃啟昌 ：坂田銀時、吉澤（100集)、白血球王
  - 曹啟謙 ：志村新八、黑子野太助
  - 何璐怡 ：神樂、沖田總悟(童年)
  - 陸惠玲 ：卡莎蓮、定春、柳生九兵衛(182集起)、寺門通(30集)、辰巳(53集)、魔破則子
  - 梁少霞 ：志村妙、定春、女超人
  - 梁偉德 ：桂小太郎、破牙、大助、本城狂死郎、啜啜冰兄弟(弟)、波順、真選組隊員(270集)
  - 招世亮 ：旁白、星海坊主、西鄉特盛、德川茂茂(237集起)、夜王鳳仙、龜梨、修輪(44集)、不動三藏、目黑博士、總編輯(135集)、八郎、司儀、武藏(錦松五郎)(代配)
  - 曾佩儀 ：百音、微微公主、阿麗、小麗、巴丹莫尼姆、夜神Madam、結野晴明(童年)
  - 鄭麗麗 ：小玉、松平栗子、來島真多子、乙姬、外道丸
  - 袁淑珍 ：登勢、泉的哥哥、華陀
  - 陳廷軒 ：近藤勳、坂本辰馬
  - 劉惠雲 ：月詠、松平栗子(114集起)、卡莎蓮(219集)、屁怒鋁的侄子、良子
  - 張裕東 ：沖田總悟、浦島太郎、東美、枕頭阿政、大藤、電視旁白(232集)、軍曹、魔死呂威鬱藏、中村京次郎(童年)
  - 李致林 ：山崎退、神威、五衛門、橋田堪太郎、林空、地愚藏、艾爾扎克.舒奈達、伍丸貳號
  - 葉振聲 ：武市變平太、蛋黃倫、神山、近藤勳(217集)、岩松、平賀源外、天導眾(261集)、punk頭劫匪首領、平藏
  - 馮錦堂 ：高杉晉助、陀絡、松尾、醉唾、南戶粹、昆夷夢星人
  - 劉奕希 ：伊東鴨太郎、寺田辰五郎、佐佐木鐵之助、X子魔童
  - 潘文柏 ：艾利薩比斯、佐佐木異三郎、地雷亞、女超人的上司、岡田似藏、才藏、嘔吐將軍、軍曹
  - 陳皓宜 ：猿飛菖蒲(228集起)、松平栗子(223集起)、結野水晶(266集起)、櫻島千春
  - 關令翹 ：土方十四郎(216集起)
  - 黃玉娟 ：十德的女兒、綺羅(雲母)、晴太、近藤猩猩子
  - 陳永信 ：哈達王子的管家、道信、服部全藏、武藏(錦松五郎)、め組老大、松平片栗虎、無耳貓方一、老師(第188集)、老人(偽雷比爾將軍)(第189集)、參賽者132號(第229集)、嘟嘟藏、本田謝利賓斯柏卡圖(第243集)、神樂惇、一橋喜喜手下(第281集)
  - 雷霆 ：長谷川泰三、平賀三郎、剛(44集)、巳厘野道滿、巴爾蒙克.菲沙里昂、阿鯱、德川茂茂、卡莎蓮(性別反轉篇)

- 已退出配音:
  - 陳曙光 ：志村劍、松平片栗虎、平賀源外、橋田賀兵衞、六轉舞藏
  - 梁志達 ：星海坊主、八郎、小錢形平次、平賀源外、明智光秀、隈無清藏
  - 伍博民 ：長谷川泰三、天堂蒼達、德川茂茂
  - 周良鴻 ：長谷川泰三、史域治、米墮卿
  - 陳凱婷 ：長谷川夏、柳生九兵衛、村田鐵子
  - 黃鳳英 ：阿綾、狂死郎媽媽
  - 黃榮璋 ：土方十四郎
  - 何承駿 ：土方十四郎、桂小太郎(代配)
  - 余欣沛 ：御高井鞘花、結野水晶、富美子

- 銀魂X學園救援團共演篇：
  - 梁偉德（SKET DANCE版）：坂田銀時
  - 周良鴻（SKET DANCE版）：志村新八
  - 林元春（SKET DANCE版）：神樂

- 臺灣配音名單

- 主要配音名單：
  - 林協忠（※領班）：坂田銀時、岡田似蔵（51-52集）、受験番號十號、白血球王、天堂蒼達、勾狼、屁怒絽（219集起）、石田・皮埃爾・源八左右衛門、白髮武士
  - 林佑俽：神樂、凱薩琳（第2集起）、日輪、華陀、松平栗子、阿良、池澤、巴丹莫尼武
  - 江志倫：志村新八（202集起）、伊麗莎白、江蓮、東城步、哈達王子、村田鐵矢、神山、高屋八兵衛（後期）、小高汀（後期）
  - 郭馨雅：定春、猿飛菖蒲、柳生九兵衛、月詠、小玉、陸奧、結野水晶、沖田三葉、來島又子、花野咲、長谷川初、葛葉、阿音、錦幾松、阿房、花子、阿岩、阿國、巳厘野道滿（幼年）、凱薩琳（第1集）、投糞丸
  - 曾允凡：志村妙、寺門通、坂田銀時（幼年）、百音、村田鐵子、小麗、晴太、六角霧江、外道丸、結野晴明（幼年）、馬尾小姐
  - 何志威（※53集起開始參與配音）：土方十四郎、桂小太郎、坂本辰馬、長谷川泰三、德川茂茂、神晃、神威、阿伏兔、武市變平太、目黑博士、柳生輿矩、南戶粹、西鄉特盛（第202集起）、黑駒勝男、結野晴明、殺人鯨、屁怒絽（68集）、時間小偷／時光機（劇場版2角色）、蛋黃醬武士
  - 黃乾師：沖田總悟、近藤勳、橋田堪太郎、東美、雲業、軍曹、猩猩先生
  - 陳幼文（※53集起開始參與配音）：高杉晉助（204集起）、河上萬齊（204集起）、服部全藏（204集起）、松平片栗虎（65集起）、吉田松陽、佐佐木異三郎、伊東鴨太郎、柳生敏木齋、北大路齋、夜王鳳仙、地雷亞、巳厘野道滿、泥水次郎長、小錢形平次、林流山、六角宗春、八郎、岩松、狙擊手・龜、才藏、TAGOSAKU、阿呆提督、管家爺（後期）、米墮卿、SAGI、長得像武藏的人、牢騷屋的老闆、岡田似蔵（58集）、魘魅（劇場版2角色）
  - 馬國堯：山崎退、佐佐木鐵之助、本城狂死郎（後期）、西野摑、隈無清藏
  - 郭怡心：登勢、今井信女、富美子
  - 吳佳樺：椿平子（歌舞伎町四天王篇）
  - 傅品晟：寺田辰五郎（歌舞伎町四天王篇）

- 已退出配音、代理配音：
  - 黃芳儀（※演出1-52集）：登勢
  - 黃天佑（※演出1-52集）：土方十四郎、桂小太郎、坂本辰馬、松平片栗虎、神晃、屁怒絽、陀絡、高屋八兵衛、小高汀、橋田賀兵衛、蝮蛇蠻藏、管家爺
  - 梁興昌（※代理劇場版1）：土方十四郎、桂小太郎、坂本辰馬、松平片栗虎、阿伏兎、武市變平太、村田仁鐵
  - 丘梅君（※代理57-62集）：神樂
  - 賀宇傑（※演出1-201集）：志村新八、山崎退、長谷川泰三、服部全藏、高杉晉助、河上萬齊、西鄉特盛、神威、原田右之助、稻山、篠原進之進、本城狂死郎（前期）、伍丸貳號、金丸、殺人鯨

- 銀魂X學園救援團共演篇：
  - 林協忠（銀魂版）：笛吹和義
  - 江志倫（銀魂版）：藤崎佑助
  - 郭馨雅（銀魂版）：鬼塚一愛
  - 黃天佑（SKET DANCE版）：坂田銀時
  - 李世揚（SKET DANCE版）：志村新八
  - 雷碧文（SKET DANCE版）：神樂

## 主題曲

### 片頭曲
| 序號 | 曲名                | 曲名                | 歌曲            | 歌曲           | 歌曲                          | 歌曲                           | 播放與使用               | 播放與使用               |
| 序號 | 原文                | 中文                | 作詞            | 作曲           | 編曲                          | 歌手                           | 播放集數                 | 播放期數                 |
| ---- | ------------------- | ------------------- | --------------- | -------------- | ----------------------------- | ------------------------------ | ------------------------ | ------------------------ |
|      | Planet X            | Planet X            | Gary Newby      | Audio Highs    | Audio Highs                   | Audio Highs                    | Jump Festa Anime Tour'05 | Jump Festa Anime Tour'05 |
| 1    | Pray                | Pray                | Tommy heavenly6 | Chris Walker   | Chris Walker                  | Tommy heavenly6                | 1-24                     | 銀魂 （第1期）           |
| 2    |                     | 遙遠的氣味          | YO-KING         | YO-KING        | 島田昌典                      | YO-KING                        | 25-49                    | 銀魂 （第1期）           |
| 3    |                     | 銀色的天空          | 井上秋緒        | 村屋光二       | redballoon 本間昭光           | redballoon                     | 50-75                    | 銀魂 （第1期）           |
| 4    |                     | 重疊的影子          | Hearts Grow     | Hearts Grow    | Fabric                        | Hearts Grow                    | 76-99                    | 銀魂 （第1期）           |
| 5    | 曇天                | 陰天                |                 |                | DOES                          | DOES                           | 100-125                  | 銀魂 （第1期）           |
|      |                     | 播放限制算老幾      | 大和屋曉        | Audio Highs    | Audio Highs                   | 寺門通（高橋美佳子）           | 124                      | 銀魂 （第1期）           |
| 6    | MAGIC               | 你的魔力            | 桃野陽介        | 桃野陽介       | MONOBRIGHT                    | MONOBRIGHT                     | 126-150                  | 銀魂 （第1期）           |
| 7    | Stairway Generation | Stairway Generation |                 |                | Base Ball Bear 玉井健二       | Base Ball Bear\|Base Ball Bear | 151-176                  | 銀魂 （第1期）           |
| 8    | Light Infection     | Light Infection     | 鈴木雄太        | Prague         | Prague                        | Prague                         | 177-201                  | 銀魂 （第1期）           |
| 9    |                     | 桃源鄉Alien         | 稻增五生        | 新井弘毅       | serial TV drama               | serial TV drama                | 202-227                  | 銀魂' （第2期）          |
| 10   |                     | 困境                | 壺坂惠          | 壺坂惠         | ecosystem                     | ecosystem                      | 228-240                  | 銀魂' （第2期）          |
| 11   |                     | 仙境                | 渡名喜幸子      | 渡名喜幸子     | FLiP                          | FLiP                           | 241-252                  | 銀魂' （第2期）          |
| 12   | LET'S GO OUT        | LET'S GO OUT        | 川瀨智子        | 奥田俊作       | AMOYAMO                       | AMOYAMO                        | 253-256                  | 銀魂' （第2期）          |
| 13   | サクラミツツキ      | 櫻滿月              | MOMIKEN         | UZ             | UZ                            | SPYAIR                         | 257-265                  | 銀魂' （第2期）          |
| 14   | DAY x DAY           | DAY x DAY           | 田邊駿一        | 田邊駿一       | 田邊駿一                      | BLUE ENCOUNT                   | 266-277                  | 銀魂゜ （第3期）         |
| 15   | プライド革命        | 驕傲革命            | HoneyWorks      | HoneyWorks     | HoneyWorks                    | CHiCO with HoneyWorks          | 278-291                  | 銀魂゜ （第3期）         |
| 16   | Beautiful Days      | Beautiful Days      | オカモトショウ  | オカモトショウ | オカモトショ ウオカモトコウキ | OKAMOTO'S                      | 292-303                  | 銀魂゜ （第3期）         |
| 17   | KNOW KNOW KNOW      | KNOW KNOW KNOW      |                 |                | DOES                          | DOES                           | 304-316                  | 銀魂゜ （第3期）         |
| 18   | カゲロウ            | 阳炎                | Ryoko           | Ryoko          | 渡邊拓也                      | ЯeaL                           | 317-328                  | 銀魂. （第4期）          |
| 19   | VS                  | VS                  | 田邊駿一        | 田邊駿一       | BLUE ENCOUNT                  | BLUE ENCOUNT                   | 329-341                  | 銀魂. （第4期）          |
| 20   | 勝手にMYSOUL        | 自由放飛MY SOUL     | 新井弘毅        | 新井弘毅       | 新井弘毅                      | DISH//                         | 342-353                  | 銀魂. （第4期）          |
| 21   | I Wanna Be...       | I Wanna Be...       | MOMIKEN         | UZ             | UZ                            | SPYAIR                         | 354-367                  | 銀魂. （第4期）          |

### 片尾曲
| 序號 | 曲名                | 曲名                | 歌曲                      | 歌曲                                      | 歌曲                                      | 歌曲                    | 播放與使用               | 播放與使用               |
| 序號 | 原文                | 中文                | 作詞                      | 作曲                                      | 編曲                                      | 歌手                    | 播放集數                 | 播放期數                 |
| ---- | ------------------- | ------------------- | ------------------------- | ----------------------------------------- | ----------------------------------------- | ----------------------- | ------------------------ | ------------------------ |
|      |                     | 你的媽媽是××!       | 大和屋曉                  | Audio Highs                               | Audio Highs                               | 寺門通（高橋美佳子）    | Jump Festa Anime Tour'05 | Jump Festa Anime Tour'05 |
|      |                     | 夠了沒有、銀太俠    | 大和屋曉                  | Audio Highs                               | Audio Highs                               | Ko-saku                 | Jump Super Anime Tour'08 | Jump Super Anime Tour'08 |
| 1    |                     | 口香糖              | 松本隆                    | 永友聖也                                  | 大平太一                                  | キャプテンストライダム  | 1-13                     | 銀魂 （第1期）           |
| 2    | MR.RAINDROP         | 雨點先生            | CHRIS EDWARDS TERRENCE MA | CHRIS EDWARDS TERRENCE MA                 | Amplified                                 | Amplified               | 14-24                    | 銀魂 （第1期）           |
| 3    |                     | 雪的羽翼            |                           |                                           | redballoon                                | redballoon              | 25-37                    | 銀魂 （第1期）           |
| 4    |                     | Candy Line          | 高橋瞳                    | TAKUYA                                    | TAKUYA                                    | 高橋瞳                  | 38-49                    | 銀魂 （第1期）           |
| 5    |                     |                     | DOES                      | DOES                                      |                                           | DOES                    | 50-62                    | 銀魂 （第1期）           |
| 6    | 奇跡                | 奇蹟                | tasuku                    | tasuku                                    |                                           |                         | 63-75                    | 銀魂 （第1期）           |
| 7    | SIGNAL              | SIGNAL              |                           |                                           | KELUN                                     | KELUN                   | 76-87                    | 銀魂 （第1期）           |
| 8    | Speed of flow       | Speed of flow       |                           | THE RODEO CARBURETTOR                     | THE RODEO CARBURETTOR                     | THE RODEO CARBURETTOR   | 88-99                    | 銀魂 （第1期）           |
| 9    | sanagi              | 蛹                  | 43K、EIG                  | KAZU-O、SHIMADA HAYATO                    | POSSIBILITY NAOKI-T                       | POSSIBILITY             | 100-112                  | 銀魂 （第1期）           |
| 10   | This world is yours | This world is yours |                           |                                           |                                           |                         | 113-125                  | 銀魂 （第1期）           |
|      |                     | 跟你還有小P喝到爛醉 | 大和屋曉                  | Audio Highs                               | Audio Highs                               | 寺門通（高橋美佳子）    | 124                      | 銀魂 （第1期）           |
| 11   |                     | 我、愛、相遇        | 、ghostnote               | ghostnote                                 | ghostnote                                 | ghostnote               | 126-138                  | 銀魂 （第1期）           |
| 12   |                     | 曾經閃耀            |                           |                                           |                                           |                         | 139-150                  | 銀魂 （第1期）           |
| 13   | 朝ANSWER            | 早晨的回答          | PENGIN                    | PENGIN Koma2 Kaz                          | PENGIN                                    | PENGIN                  | 151-163                  | 銀魂 （第1期）           |
| 14   |                     | woaini(我愛你)      | 高橋瞳                    | BEAT CRUSADERS                            | BEAT CRUSADERS                            | 高橋瞳×BEAT CRUSADERS   | 164-176                  | 銀魂 （第1期）           |
| 15   |                     | Wonderful Days      | LANCE                     | LANCE                                     | CHOKKAKU                                  | ONE☆DRAFT               | 177-189                  | 銀魂 （第1期）           |
| 16   |                     | 臨別的天空          | Qwai                      | Qwai                                      | Qwai                                      | Qwai                    | 190-201                  | 銀魂 （第1期）           |
| 17   |                     | 武士之心            | MOMIKEN                   | UZ                                        | UZ                                        | SPYAIR                  | 202-214                  | 銀魂' （第2期）          |
| 18   |                     | 不倒翁              | 鈴木雄太                  | Prague                                    | Prague                                    | Prague                  | 215-227                  | 銀魂' （第2期）          |
| 19   |                     | 地穴                |                           |                                           | 黒猫チェルシー                            | 黒猫チェルシー          | 228-240                  | 銀魂' （第2期）          |
| 20   |                     | 伙伴                | Good Coming               | Good Coming                               | DJ ARTS ALL BACK                          | Good Coming             | 241-252                  | 銀魂' （第2期）          |
| 21   |                     | Moonwalk            | 桃野陽介 出口博之         | MONOBRIGHT                                | MONOBRIGHT                                | MONOBRIGHT              | 253-256                  | 銀魂' （第2期）          |
| 22   |                     | Expect              | PAGE                      | PAGE                                      | PAGE                                      | PAGE                    | 257-265                  | 銀魂' （第2期）          |
| 23   |                     | 宿命                | 蒼山幸子                  | 沙田瑞紀                                  | 蒼山幸子                                  | NEGOTO                  | 266-277                  | 銀魂゜ （第3期）         |
| 24   |                     | 最後一刻II          | 太志                      | 太志                                      | Aqua Timez                                | Aqua Timez              | 278-291                  | 銀魂゜ （第3期）         |
| 25   |                     | Glorious Days       | Glielmo Ko-ichi           | Glielmo Ko-ichi                           | u-ya THREE LIGHTS DOWN KINGS              | THREE LIGHTS DOWN KINGS | 292-303                  | 銀魂゜ （第3期）         |
| 26   |                     | 看向那邊            |                           |                                           | keiichi wakui                             | Swimy                   | 304-316                  | 銀魂゜ （第3期）         |
| 27   | SILVER              | SILVER              | JESSE                     | KenKen                                    | RIZE                                      | RIZE                    | 317-328                  | 銀魂. （第4期）          |
| 28   |                     | 反抗声明            | TENGUBOY                  | APPAZI U.M.E.D.Y.                         | APPAZI U.M.E.D.Y.                         | あゆみくりかまき        | 329-341                  | 銀魂. （第4期）          |
| 29   |                     | 一朵小花            | 熊谷和海                  | 熊谷和海 いしわたり淳治 BURNOUT SYNDROMES | 熊谷和海 いしわたり淳治 BURNOUT SYNDROMES | BURNOUT SYNDROMES       | 342-353                  | 銀魂. （第4期）          |
| 30   |                     | 光的证明            | HoneyWorks                | HoneyWorks                                | HoneyWorks                                | CHiCO with HoneyWorks   | 354-367                  | 銀魂. （第4期）          |

### 精選集
- 『銀魂精選集 主題曲』

## 各話標題

### 精選集
精選集 2D影院
- 真選組動亂篇

銀魂精選集 2D影院 真選組動亂篇（日语：銀魂 よりぬき銀魂さんオンシアター2D 真選組動乱篇）
- 歌舞伎町四天王篇

銀魂精選集 2D影院 歌舞伎町四天王篇（日语：銀魂 よりぬき銀魂さんオンシアター2D かぶき町四天王篇）

## 劇場版動畫
- 第一部：《劇場版 銀魂 新譯紅櫻篇》
- 第二部：《劇場版 銀魂 完結篇 永遠的萬事屋》
- 第三部：《銀魂 THE FINAL》

## 舞台活動

### 2010年
- 銀魂春祭2010（仮）（日语：銀魂春祭り2010（仮））

在2010年3月25日於日本兩國國技館舉辦的舞台活動。此活動是動畫第一期結束後舉辦的實體見面會，並與劇場版宣傳連動，同時宣布動畫第二期必定製作的消息。
本次活動重要人員如下：
- 【出演聲優】

- 杉田智和（飾演 - 坂田銀時）
- 坂口大助（飾演 - 志村新八）
- 釘宮理惠（飾演 - 神樂）
- 千葉進步（飾演 - 近藤勲）
- 中井和哉（飾演 - 土方十四郎）
- 鈴村健一（飾演 - 沖田總悟）
- 太田哲治（飾演 - 山崎退）
- 石田彰（飾演 - 桂小太郎）
- 高橋美佳子（飾演 - 寺門通／定春）

- 【出演樂團/歌手】

- DOES - 演唱歌曲 ：陰天、修羅（日语：修羅）

- 【其他來賓】

- 伊麗莎白 - 擔任本見面會的吉祥物。
- 繁田美貴 - 東京電視台的播報員。
- 高松信司 - 銀魂動畫版的監督，亦是動畫版中伊麗莎白的配音。
- 藤田陽一 - 銀魂動畫版的監修。

### 2011年
- 銀魂櫻祭2011（仮）（日语：銀魂桜祭り2011（仮））

在2011年8月22日於日本兩國國技館舉辦的活動。
本次活動重要人員如下：
- 【出演聲優】

- 杉田智和（飾演 - 坂田銀時）
- 坂口大助（飾演 - 志村新八）
- 釘宮理惠（飾演 - 神樂）
- 千葉進步（飾演 - 近藤勲）
- 中井和哉（飾演 - 土方十四郎）
- 鈴村健一（飾演 - 沖田總悟）
- 太田哲治（飾演 - 山崎退）
- 石田彰（飾演 - 桂小太郎）
- 高橋美佳子（飾演 - 寺門通／定春）

- 【特別來賓】

- 立木文彦（飾演：長谷川泰三）
- 鯨(くじら)（飾演：登勢）
- 野中藍（飾演：椿平子）
- 菅生隆之（飾演：泥水次郎長）

- 【出演樂團/歌手】

- Piko，演唱歌曲 ：櫻音（日语：桜音）
- 高橋瞳，演唱歌曲： 我愛你（日语：ウォーアイニー）
- Prague，演唱歌曲 ：不倒翁（日语：バランスドール）
- FLIP，演唱歌曲： Katoniago（日语：カートニアゴ）
- Serial TV Drama，演唱歌曲： 桃源鄉Alien（日语：桃源郷エイリアン）
- SPYAIR，演唱歌曲： 武士之心

- 【其他來賓】

- 伊麗莎白，擔任本見面會的吉祥物。

### 2013年
- 劇場版銀魂 銀幕前夜祭2013（日语：劇場版銀魂　銀幕前夜祭り2013）

在2013年6月29日於日本兩國國技館舉辦了的舞台見面會活動。主為宣傳7月6日即將在日本全國上映的《劇場版 銀魂 完結篇 永遠的萬事屋》。
這是《銀魂》繼「春祭2010」、「櫻祭2011」後第三次舉辦見面會，會場聚集了約1萬名觀眾。這次見面會也邀請到主聲優來，及現場配音環節「金魂篇」、「一國傾城篇」、「荊棘流氓篇」的特別來賓。則飾演「坂田金時」的中村悠一先生一登場就說：「大家好，我是主角中村悠一」引來為「銀時」配音的杉田智和吐嘈。
對於完成的作品，杉田智和表示：「《銀魂》對我而言是有著特殊意義的存在，因為自己也尚未看過成品，所以只有首日親自進電影院去確認一下了！」
而由於作者空知英秋不克出席，而委託釘宮朗讀他的留言。空知仍不改惡搞本色在信中寫道：「要是哪位敢在部落格或推特寫我壞話，馬上就會離開《銀魂》！希望你們不要忘記，你們那些沒人看的部落格只有我會去看，粉絲和我才不是想看你們，而是想看坂本真綾的親手料理。」但後來空知仍感性表示：「感謝所有聲優們，這 7 年間陪我還有《銀魂》一起走到今天。」
在電影上映期間則會有特別入場禮「三合一底片」，顧名思義就是要將三張底片重疊在一起才會成為一張完整的畫面，共分為阿銀、新八、神樂的萬事屋版本，近藤、土方、沖田的真選組版本及阿銀、高杉、桂、辰馬、的攘夷版本，全系列有9張，將會隨週更替版本，7月27日後則隨機贈送，而入場禮除了三合一底片外，還有先前公布的「漫畫零卷筆記本」。
本次活動重要人員如下：
- 【出演聲優】

- 杉田智和（飾演：坂田銀時）
- 坂口大助（飾演：志村新八）
- 釘宮理惠（飾演：神樂）
- 千葉進步（飾演：近藤勲）
- 中井和哉（飾演：土方十四郎）
- 鈴村健一（飾演：沖田總悟）
- 太田哲治（飾演：山崎退）
- 石田彰（飾演：桂小太郎）
- 高橋美佳子（飾演：寺門通／定春）

- 【特別來賓】

- 井上和彥（飾演：朧）
- 小野友樹（飾演：德川茂茂）
- 森川智之（飾演：佐佐木異三郎），只出席日場。
- 甲斐田裕子（飾演：月詠），只出席日場。
- 平野綾（飾演：今井信女），只出席夜場。
- 中村悠一（飾演：坂田金時），只出席夜場。

- 【出演樂團/歌手】

- AMOYAMO，演唱歌曲：LET'S GO OUT（日语：LET'S GO OUT）
- PAGE，演唱歌曲：EXPECT（日语：EXPECT）
- SPYAIR，演唱歌曲：櫻滿月（日语：サクラミツツキ）、現狀破壞（日语：現状ディストラクション）、武士之心
- PAGE，演唱歌曲：Ekusupekuto（日语：エクスペクト）
- MONOBRIGHT，演唱歌曲：Moonwalk（日语：ムーンウォーク）、你的魔力（日语：アナタMAGIC）

- 【其他來賓】

- 伊麗莎白，擔任本見面會的吉祥物。
- 空知大猩猩，擔任本見面會的吉祥物。

### 2016年
《銀魂晴祭2016（仮）》（日语：銀魂晴祭り2016（仮））於2016年3月6日（日）舉辦。而收錄了今年三月在日本兩國國技館舉行的銀魂動畫版播放十周年活動的BD將於9月28日正式發售。
本次活動重要人員如下：
- 【出演聲優】

- 杉田智和（飾演：坂田銀時）
- 坂口大助（飾演：志村新八）
- 釘宮理惠（飾演：神樂）
- 千葉進步（飾演：近藤勲）
- 中井和哉（飾演：土方十四郎）
- 鈴村健一（飾演：沖田總悟）
- 太田哲治（飾演：山崎退）
- 高橋美佳子（飾演：寺門通／定春）
- 石田彰（飾演：桂小太郎）

- 【特別來賓】

- 小野友樹（飾演 - 德川茂茂）
- 日野聰（飾演 - 神威）
- 小林優（飾演 - 猿飛菖蒲）
- 島本須美（飾演 - 沖田三葉），只出席日場。
- 真殿光昭（飾演 - 伊東鴨太郎），只出席夜場。

- 【VCR聲優】：指無法出席活動，以VCR的型式參加活動。

- 南央美（飾演 - 小玉）
- 戶松遙（飾演 - 坂田銀子），擔任日場的宣讀注意事項。
- 櫻井孝宏（飾演 - 齊藤終），擔任夜場的宣讀注意事項。
- 山崎巧（飾演 - 河上萬齊）
- 子安武人（飾演 - 高杉晉助）

- 【出演樂團/歌手】

- BLUE ENCOUNT
- Negoto（ねごと）
- THREE LIGHTS DOWN KINGS
- DOES

### 2017年
《銀魂華祭2017（仮）》（日语：銀魂華祭り2017（仮））於2017年3月5日舉辦，分為日場與晚場。此外，DVD於2017年9月27日發行。
本次活動重要人員如下：
- 【出演聲優】

- 杉田智和（飾演 - 坂田銀時）
- 坂口大助（飾演 - 志村新八）
- 釘宮理惠（飾演 - 神樂／江華）
- 千葉進步（飾演 - 近藤勲）
- 中井和哉（飾演 - 土方十四郎）
- 太田哲治（飾演 - 山崎退）
- 高橋美佳子（飾演 - 寺門通／定春）
- 甲斐田裕子（飾演 - 月詠）
- 雪野五月（飾演 - 志村妙）
- 折笠富美子（飾演 - 柳生九兵衛）
- 小林優（飾演 - 猿飛菖蒲）
- 石田彰（飾演 - 桂小太郎）

- 【特別來賓】

- 日野聰（飾演 - 神威），也擔任夜場的宣讀注意事項。
- 關智一（飾演 - 馬董），只出席日場。
- 小山力也（飾演 - 猩覺），只出席夜場。

- 【VCR聲優】：指無法出席活動，以VCR的型式參加活動。

- 鈴村健一（飾演 - 沖田總悟）
- 速水獎（飾演 - 星海坊主），擔任日場的宣讀注意事項。
- 大塚芳忠（飾演 - 阿伏兔），擔任夜場的宣讀注意事項。
- 鯨(くじら)（飾演 - 登勢）

- 【出演樂團/歌手】

- RIZE
- ЯeaL

### 2019年
《銀魂銀祭2019（仮）》（日语：在2019年3月3日於日本兩國國技館舉辦的活動。
本次活動重要人員如下：
- 【出演聲優】

- 杉田智和（飾演 - 坂田銀時）
- 坂口大助（飾演 - 志村新八）
- 釘宮理惠（飾演 - 神樂／江華）
- 千葉進步（飾演 - 近藤勲）
- 中井和哉（飾演 - 土方十四郎）
- 鈴村健一（飾演 - 沖田總悟）
- 太田哲治（飾演 - 山崎退）
- 高橋美佳子（飾演 - 寺門通／定春）
- 石田彰（飾演 - 桂小太郎）

- 【特別來賓】

- 立木文彦（飾演 - 長谷川泰三）
- 鯨(くじら)（飾演 - 登勢）
- 三木真一郎（飾演 - 坂本辰馬）
- 吉野裕行（飾演 - 高屋八兵衛）
- 山崎巧（飾演 - 河上萬齊），只出席日場。
- 日野聰（飾演 - 神威），只出席夜場。

- 【VCR聲優】：指無法出席活動，以VCR的型式參加活動。

- 早水理沙（飾演 - 來島又子），擔任日場的宣讀注意事項。
- 茶風林（飾演 - 武市變平太），擔任日場的宣讀注意事項。
- 速水獎（飾演 - 星海坊主），擔任夜場的宣讀注意事項。
- 子安武人（飾演 - 高杉晉助）

- 【出演樂團/歌手】

- CHiCO with HoneyWorks ＊未收錄DVD
- BLUE ENCOUNT
- SPYAIR

### 2023年
《銀魂後祭2023（仮）》（日语：銀魂後祭り2023（仮））
在2023年3月19日於日本兩國國技館舉辦的活動。
本次活動重要人員如下：
- 【出演聲優】

- 杉田智和（飾演 - 坂田銀時）
- 坂口大助（飾演 - 志村新八）
- 釘宮理惠（飾演 - 神樂／江華）
- 千葉進步（飾演 - 近藤勲）
- 中井和哉（飾演 - 土方十四郎）
- 鈴村健一（飾演 - 沖田總悟）
- 太田哲治（飾演 - 山崎退）
- 高橋美佳子（飾演 - 寺門通／定春）
- 石田彰（飾演 - 桂小太郎）

- 【特別來賓】

- 立木文彦（飾演 - 長谷川泰三）
- 鯨(くじら)（飾演 - 登勢）
- 山寺宏一 （飾演 - 吉田松陽/虛）

- 【VCR聲優】：指無法出席活動，以VCR的型式參加活動。

- 大塚芳忠（飾演 - 阿伏兔），擔任夜場的宣讀注意事項。
- 日野聰（飾演 - 神威），擔任夜場的宣讀注意事項。
- 子安武人（飾演 - 高杉晉助）

- 【出演樂團/歌手】

- 北谷洋，演唱歌曲 ：ウィーアー! We Are!（ONE PIECE主題曲）
- CHiCO，演唱歌曲 ：光的證明（日語：ヒカリ証明論）、驕傲革命（日語：プライド革命）、 COVER - 武士之心（日語：サムライハート！！）（原唱：SPYAIR）
- DOES，演唱歌曲 ：道樂心情（日語：道楽心情）、切り結び、Breakdown、陰天（日語：曇天）、COVER - 轍～Wadachi～（原唱：SPYAIR）
- SPYAIR（VCR出演）

## 媒體發行

### DVD
TV版 其之壹
- 第1卷（坂田銀時）
  - 1話～2話收錄 2006年7月26日發售
  - 完全生產限定版附有Drama CD
  - 映像特典：OP1「Pray」和ED1各自的non-credit映像
- 销量：24859
- 第2卷（志村新八）
  - 3話～6話收錄 2006年8月23日發售
  - 完全生產限定版附有寺門通第二單曲CD和寺門通親衛隊頭巾（新八樣式）
  - 映像特典：東京電視台播放前時常播放的預告
  - 销量：16089
- 第3卷（神樂）
  - 7話～10話收錄 2006年9月27日發售
  - 初回限定版附有可收納系列前6卷的定春收納袋
  - 销量：15932
- 第4卷（土方十四郎）
  - 11話～14話收錄 2006年10月25日發售
  - 映像特典：在東京電視台播放的1小時特別篇（11、12話）的片尾曲（non-credit版）
  - 销量：13961
- 第5卷（高杉晉助）
  - 15話～18話收錄 2006年11月22日發售
  - 第17話收錄重新加上場景的新版本
  - 映像特典：ED2的non-credit映像
  - 销量：13555
- 第6卷（猿飛菖浦）
  - 19話～22話收錄 2006年12月20日發售
  - 销量：13748
- 第7卷（桂小太郎）
  - 23話～26話收錄 2007年1月24日發售
  - 完全生產限定版附有Drama CD第2彈
  - 映像特典：節目通知的廣告
  - 销量：17161
- 第8卷（沖田總悟）
  - 27話～30話收錄 2007年2月28日發售
  - 第27話收錄重新加上場景的新版本
  - 初回限定版附有特製設定資料小冊子（卷末在週刊少年Jump的責任編輯‧大西先生的獨家訪問）
  - 映像特典：OP2和ED3各自的non-credit映像
  - 销量：15079
- 第9卷（近藤勳）
  - 31話～34話收錄 2007年3月28日發售
  - 初回限定版附有ED3的畫像明信片（數種隨機1張）
  - 销量：13864
- 第10卷（定春&伊麗莎白）
  - 35話～38話收錄 2007年4月25日發售
  - 初回限定版附有伊麗莎白的巾著袋
  - 映像特典：「飛翔」
  - 销量：14612
- 第11卷（長谷川泰三）
  - 39話～42話收錄 2007年5月23日發售
  - 映像特典：ED4的non-credit映像
  - 销量：12509
- 第12卷（販賣専用）（志村妙（disk1）/Pedoro（disk2））
  - 43話～49話收錄 DVD2張組合 2007年6月27日發售
  - 销量：14002
- 第12卷（出租専用）（志村妙）
  - 43話～46話收錄 2007年6月27日出租開始
- 第13卷（出租専用）（Pedoro）
  - 47話～49話收錄 2007年6月27日出租開始
  - 映像特典（市販、出租共通）：49話ED的non-credit映像
- BOX
  - 2014年12月17日發售
  - 销量：7660

TV版 其之貳
- 第1卷（坂田銀時&土方十四郎／３年Ｚ組銀八老師）
  - 50話～53話收錄 2007年7月25日發售[4]
  - 完全生產限定版附有Drama CD第3彈
  - 销量：18072
- 第2卷（神樂&沖田總悟／３年Ｚ組神樂&定春）
  - 54話～57話收錄 2007年8月22日發售[4]
  - 隨機附1張ED5「修羅」的映像Message Card
  - 映像特典：OP3和ED5「修羅」各自的non-credit映像
  - 销量：15349
- 第3卷（桂小太郎&高杉晉助／３年Ｚ組桂小太郎&伊莉莎白）
  - 58話～61話收錄 2007年9月26日發售[4]
  - 完全生產限定版附有萬事屋聲優3人（杉田智和、阪口大助、釘宮理惠）的座談會特典光碟
  - 销量：19872
- 第4卷（坂田銀時&志村新八／３年Ｚ組志村新八）
  - 62話～65話收錄 2007年10月24日發售[4]
  - 销量：14286
- 第5卷（土方十四郎&山崎退／３年Ｚ組山崎退）
  - 66話～69話收錄 2007年11月28日發售[4]
  - 完全生產限定版附有Justaway巾著袋
  - 销量：13758
- 第6卷（坂田銀時&桂小太郎／３年Ｚ組長谷川泰三）
  - 70話～73話收錄 2007年12月26日發售[4]
  - 映像特典：ED6「奇跡」（通常版、第71話版）non-credit映像
  - 销量：13498
- 第7卷（土方十四郎&高杉晉助／３年Ｚ組土方十四郎）
  - 74話～77話收錄 2008年1月23日發售[4]
  - 完全生產限定版附有Drama CD第4彈
  - 映像特典：ED6「奇跡」（第74話版）、第75話OP，ED，插入歌的non-credit映像
  - 第74話的預告與TV播放時不同
  - 销量：17729
- 第8卷（坂田銀時&沖田總悟／３年Ｚ組沖田總悟）
  - 78話～81話收錄 2008年2月27日發售[4]
  - 隨機附ED7「SIGNAL」畫像明信片
  - 销量：14502
- 第9卷（志村新八&山崎退／３年Ｚ組柳生九兵衛）
  - 82話～85話收錄 2008年3月26日發售[4]
  - 完全生產限定版附有設定資料集
  - 映像特典：OP4、第83話non-credit ED（馬賽克版本）各自的non-credit映像
  - 销量：13496
- 第10卷（土方十四郎&沖田總悟／３年Ｚ組志村妙）
  - 86話～89話收錄 2008年4月23日發售[4]
  - 映像特典：第87話次回預告&後提供（東京電視台版本）
  - 销量：14819
- 第11卷（坂田銀時&神樂／３年Ｚ組猿飛菖浦）
  - 90話～93話收錄 2008年5月28日發售[4]
  - 完全生產限定版：沖田的眼罩
  - 销量：13686
- 第12卷（近藤勳&土方十四郎／３年Ｚ組近藤勳）
  - 94話～97話收錄 2008年6月25日發售[4]
  - 映像特典：第96話的16:9版本
  - 销量：12970
- 第13卷（高杉晉助&坂田銀時／３年Ｚ組哈達王子）
  - 98話、99話收錄 2008年7月23日發售[4]
  - 初回生產限定版：特製插畫卡&Stand
  - 映像特典：Cast與Staff的GUDAGUDA座談會
  - 销量：15197
- BOX
  - 2015年2月25日發售
  - 销量：7017

TV版 其之參
- 第1卷（坂田銀時&志村新八&神樂／Gintaman）
  - 100話～103話收錄 2008年8月27日發售[5]
  - 完全生產限定版：Drama CD第5彈
  - 映像特典：Gintaman的non-credit映像
  - 销量：19974
- 第2卷（近藤勳&土方十四郎&沖田總悟&伊東鴨太郎&松平片栗虎&徳川茂茂／106話的服裝）
  - 104話～107話收錄 2008年9月24日發售[5]
  - 完全生產限定版：日曆台、片尾曲的卡片（隨機1張片尾曲的映像卡）
  - 映像特典：OP5、ED9「sanagi」、第105話ED的non-credit映像
  - 销量：16601
- 第3卷（桂小太郎&伊麗莎白）
  - 108話～111話收錄 2008年10月22日發售[5]
  - 完全生產限定版：Drama CD『銀魂放送局』第1卷 Guest 中井和哉
  - 销量：16972
- 第4卷（志村妙&柳生九兵衛&近藤勳／登勢&凱薩琳&小玉）
  - 112話～115話收錄 2008年11月26日發售[5]
  - 完全生產限定版：日曆卡（預定）
  - 销量：13719
- 第5卷（坂田銀時&志村新八&神樂／龜梨&乙姫&浦島太郎）
  - 116話～119話收錄 2008年12月17日發售[5]
  - 完全生產限定版：日曆卡（預定）
  - 销量：15366
- 第6卷（高杉晉助&河上萬齊&來島叉子&武市變平太&岡田似藏／121話服裝）
  - 120話～123話收錄 2009年1月28日發售[5]
  - 完全生產限定版：附有Drama CD『銀魂放送局』第2卷 Guest 鈴村健一
  - 销量：16315
- 第7卷（坂田銀時&神樂&志村新八&志村妙／小麗&雲母）
  - 124話～127話收錄 2009年2月25日發售[5]
  - 完全生產限定版：日曆卡
  - 销量：13859
- 第8卷（近藤勳&土方十四郎&沖田總悟&山崎退／吾輩化-神樂&志村新八&志村妙）
  - 128話～131話收錄 2009年3月25日發售[5]
  - 完全生產限定版：
  - 销量：15455
- 第9卷（幼年時期-坂田銀時&桂小太郎&高杉晉助／銀蛋人）
  - 132話～135話收錄 2009年4月22日發售[5]
  - 完全生產限定版：
  - 销量：13544
- 第10卷（桂小太郎&伊莉莎白／過去的萬事屋）
  - 136話～139話收錄 2009年5月27日發售[5]
  - 完全生產限定版：
  - 销量：13271
- 第11卷（神威／神威&阿伏兔&鳳仙）
  - 140話～143話收錄 2009年6月24日發售[5]
  - 完全生產限定版：
  - 销量：13744
- 第12卷（志村妙&神樂&柳生九兵衛&猿飛菖蒲／月詠&日輪&晴太）
  - 144話～147話收錄 2009年7月22日發售[5]
  - 完全生產限定版：
  - 销量：15406
- 第13卷（攘夷時期-坂田銀時&桂小太郎&高杉晉助&坂本辰馬／萬事屋150話服裝）
  - 148話～150話收錄 2009年8月26日發售[5]
  - 完全生產限定版：
  - 销量：14440
- BOX
  - 2015年4月22日發售
  - 销量：6571

TV版 其之肆
- 第1卷（坂田銀時&志村新八&神樂／金魂）
  - 151話～154話收錄 2009年10月28日發售
  - 完全生產限定版：
  - 销量：15643
- 第2卷（土方十四郎&近藤勳&沖田總悟&山崎退／坂田銀時&志村新八&神樂&桂小太郎&伊莉莎白）
  - 155話～158話收錄 2009年11月25日發售
  - 完全生產限定版：
  - 销量：12231
- 第3卷（志村新八&土方十四郎／寺門通）159話～162話收錄 2009年12月16日發售
  - 完全生產限定版：
  - 销量：12917
- 第4卷（桂小太郎&伊莉莎白&錦幾松／坂田銀時&志村新八&神樂&長谷川泰三）
  - 163話～166話收錄 2010年1月27日發售
  - 完全生產限定版：
  - 销量：14330
- 第5卷（小玉&白血球王&坂田銀時&志村新八&神樂(點圖化)／小玉&登勢&平賀源外）
  - 167話～170話收錄 2010年2月24日發售
  - 完全生產限定版：
  - 销量：13185
- 第6卷（坂本辰馬&陸奧&坂田銀時&志村新八&神樂／定春&伊莉莎白）
  - 171話～174話收錄 2010年3月24日發售
  - 完全生產限定版：
  - 销量：11688
- 第7卷（月詠&坂田銀時&志村新八&神樂／服部全藏）
  - 175話～178話收錄 2010年4月21日發售
  - 完全生產限定版：
  - 销量：13370
- 第8卷（坂田銀時(幼時)&吉田松陽／地雷亞&地雷亞的妹妹）
  - 179話～182話收錄 2010年5月26日發售
  - 完全生產限定版：
  - 销量：12015
- 第9卷（超Perfume：志村妙&神樂&柳生九兵衛&猿飛菖蒲&月詠／NOGUSOEL：志村新八&坂田銀時&土方十四郎&沖田總悟&桂小太郎）
  - 183話～186話收錄 2010年6月23日發售
  - 完全生產限定版：
  - 销量：12862
- 第10卷（神樂&沖田總悟&長谷川泰三／長谷川泰三）187話～190話收錄 2010年7月21日發售
  - 完全生產限定版：
  - 销量：11729
- 第11卷（坂田銀時&長谷川泰三&登勢&凱薩琳&小玉／神威&阿伏兔&雲業）
  - 191話～194話收錄 2010年8月25日發售
  - 完全生產限定版：
  - 销量：11527
- 第12卷（真選組&桂小太郎&幾松&快援隊&長谷川泰三&定春&寺門通&凱薩琳／結野克莉斯蒂爾&結野晴明&巳厘野道滿&外道丸）
  - 195話～198話收錄 2010年9月22日發售
  - 完全生產限定版：
  - 销量：12198
- 第13卷（萬事屋&伊莉莎白&小玉&白血球王(點圖化)&登勢&志村妙&柳生九兵衛&月詠&猿飛菖蒲／哈達王子&管家）
  - 199話～201話收錄 2010年10月27日發售
  - 完全生產限定版：
  - 销量：11674
- BOX
  - 2015年6月24日發售
  - 销量：6852

TV版 銀魂´
- 第1卷（坂田銀時&志村新八&神樂／兩年後-坂田銀時&志村新八&神樂）
  - 202話～205話收錄 2011年7月27日發售
  - 完全生產限定版：
  - 销量：17340
- 第2卷（坂田銀時&服部全藏&志村新八&神樂／凱薩琳(戀愛模式)）
  - 206話～209話收錄 2011年8月24日發售
  - 完全生產限定版：
  - 销量：12945
- 第3卷（坂田銀時&志村新八&神樂&登勢／坂田銀時&泥水次郎長）
  - 210話～213話收錄 2011年9月21日發售
  - 完全生產限定版：
  - 销量：14769
- 第4卷（高杉晉助&神威／泥水次郎長&樁平子）
  - 214話～217話收錄 2011年10月26日發售
  - 完全生產限定版：
  - 销量：14049
- 第5卷（近藤勳&土方十四郎&沖田總悟／柳生九兵衛&小屎蛋）
  - 218話～221話收錄 2011年11月23日發售
  - 完全生產限定版：
  - 销量：12707
- 第6卷（桂小太郎／藍光子）
  - 222話～225話收錄 2011年12月14日發售
  - 完全生產限定版：
  - 销量：11265
- 第7卷（志村新八&坂田銀時&近藤勳&兄崎百百／坂田銀時）
  - 226話～229話收錄 2012年1月25日發售
  - 完全生產限定版：
  - 销量：11956
- 第8卷（神樂&坂田銀時&志村新八／坂本辰馬&陸奥）
  - 230話～233話收錄 2012年2月22日發售
  - 完全生產限定版：
  - 销量：11452
- 第9卷（江蓮&桂小太郎&萬事屋&坂本辰馬&富美子&米墮卿&蓮蓬族／萬事屋&快援隊&富美子&江蓮）
  - 234話～237話收錄 2012年3月21日發售
  - 完全生產限定版：
  - 销量：11580
- 第10卷（志村妙&柳生九兵衛&月詠&猿飛菖蒲&登勢&長谷川泰三／將軍 德川茂茂）
  - 238話～241話收錄 2012年4月25日發售
  - 完全生產限定版：
  - 销量：10649
- 第11卷（坂田銀時&土方十四郎&沖田總悟&志村新八&神樂／土方十四郎&坂田銀時&佐佐木異三郎）
  - 242話～245話收錄 2012年5月23日發售
  - 完全生產限定版：
  - 销量：12225
- 第12卷（土方十四郎&佐佐木異三郎&沖田總悟&今井信女／外道丸&坂田銀時&神樂&志村新八&巴丹莫尼武）
  - 246話～249話收錄 2012年6月27日發售
  - 完全生產限定版：
  - 销量：11003
- 第13卷（坂田銀時&志村新八&神樂&定春／坂田銀時&志村新八&神樂&原作者空知大猩猩）
  - 250話～252話收錄 2012年7月25日發售
  - 完全生產限定版：
  - 销量：11535

TV版 銀魂´延長戰
- 第1卷（坂田銀時&坂田金時／坂田銀時&志村新八&神樂&定春）
  - 253話～256話收錄 2012年12月19日發售
  - 完全生產限定版：
  - 销量：12349
- 第2卷（坂田銀時&月詠&今井信女&朧&德川定定／近藤勳&土方十四郎&沖田總悟）
  - 257話～259話收錄 2013年3月27日發售
  - 完全生產限定版：
  - 销量：9133
- 第3卷（志村新八&志村妙&尾美一／鈴蘭（年輕時）&六転舞蔵（年輕時））
  - 260話～262話收錄 2013年4月24日發售
  - 完全生產限定版：
  - 销量：8475
- 第4卷（坂田銀時&志村新八&神樂&定春／定春&流浪的小狗）
  - 263話～265話收錄 2013年5月22日發售
  - 完全生產限定版：
  - 销量：7901

TV版 新系列 銀魂゜
- 第1卷（坂田銀時&志村新八&神樂&定春／坂田銀時&志村新八&神樂&定春）
  - 第266話・第267話收錄 2015年7月22日發售
  - 完全生產限定版：
  - 销量：8947
- 第2卷（近藤勳&土方十四郎&沖田總悟&山崎退）
  - 第268話～第271話收錄 2015年8月26日發售
  - 完全生產限定版：
  - 销量：6747
- 第3卷（桂小太郎&伊莉莎白）
  - 第272話～第275話收錄 2015年9月30日發售
  - 完全生產限定版：
  - 销量：6243
- 第4卷（神樂&志村妙&柳生九兵卫&月咏&猿飞菖蒲）
  - 第276話～第279話收錄 2015年10月28日發售
  - 完全生產限定版：
  - 销量：5538
- 第5卷（神威&阿伏兔）
  - 第280話～第283話收錄 2015年11月25日發售
  - 完全生產限定版：
  - 销量：5410
- 第6卷（高杉晋助&来岛又子&河上万齐?&武市变平太）
  - 第284話～第287話收錄 2015年12月16日發售
  - 完全生產限定版：
  - 销量：4565
- 第7卷（坂本辰马&陆奥）
  - 第288話～第291話收錄 2016年1月27日發售
  - 完全生產限定版：
  - 销量：5473
- 第8卷（坂田银时&桂小太郎&高杉晋助&坂本辰马）
  - 第292話～第295話收錄 2016年2月24日發售
  - 完全生產限定版：
  - 销量：5012
- 第9卷
  - 第296話～第299話收錄 2016年3月23日發售
  - 完全生產限定版：
  - 销量：
- 第10卷
  - 第300話～第303話收錄 2016年4月27日發售
  - 完全生產限定版：
  - 销量：

Jump Festa Anime Tour版 2005&2008
- 2009年9月30日發售
  - 销量：76097

在Jump Festa 2005 及 Jump Festa 2008上映的原創動畫DVD化。
劇場版 銀魂
- 新譯紅櫻篇（萬事屋&鬼兵隊&桂一派&真選組&志村妙&登勢酒店&神威&村田鐵子&村田鐵矢／攘夷戰爭時期：坂田銀時&桂小太郎&高杉晉助）
  - 2010年12月15日（限定&通常）、2013年6月26日（通常）發售
  - 销量：119291（限定）、20059（通常1）、863（通常2）
  - 本編、特報及予告集收錄 特報及予告集有發表TV放送再開之決定
  - 完全生産限定版：
    - 特典DVD／Drama CD／劇場版小冊子縮印版／海報五張／劇場版膠片
- 完結篇 永遠的萬事屋（坂田銀時&志村新八&神樂&定春／坂田銀時&五年後：志村新八&神樂&定春）
  - 2013年12月18日（限定&通常）發售
  - 销量：110738（限定）、33465（通常）
  - 完全生産限定版 特典：
    - 本編DISC 劇場版主要本編、特報・予告篇・豆しばコラボCMなど映像特典を収録
    - 特典DVD 主要演員座談會「劇場版銀魂 完結篇 永遠的萬事屋　萬事屋VS真選組 談話戰」
    - 劇場版銀魂 銀幕瓦版ＳＰ 劇場公開直前特別番組完全収録
    - 特典CD「忘れたい過去を忘れるために酒を飲むと飲み過ぎて痴態を晒した事をもっと忘れたくなるから結果的にはアリ」
    - 劇場版銀魂完全書 除了故事導向，原作者・空知英秋 本書網羅劇場版銀魂公式資料集。
    - 原作者描繪下＆三方背BOXデカストラップ劇場版小冊子縮印版／膠片（5枚）／銀魂3タイトル連動応募者全員プレゼント応募券

  - 生產商 特典：特別描繪三位一體電影③
  - 總公司 特典：
    - 生產標誌T恤衫（一尺寸未定）／銀魂夾克拷貝完整B2海報／特別描繪清晰文件集／特別描繪毛巾
    - ／カーネルサンダーライガー晋助作成キット／パロディポスター／告知ポスター 二連メタルチャーム（描き下ろしSDキャラ：銀時&魘魅）
    - 限定版特典：徽章3種（万事屋・真選組・桂和伊莉莎白）／珍さんになれる！？ステッカー／ICカード着せ替えステッカー／デカストラップ

銀魂精選集 2D影院版
- 真選組動亂篇（土方十四郎&伊東鴨太郎&近藤勳&沖田總悟&山崎退／土方十四郎&沖田總悟&近藤勳&坂田銀時&伊東鴨太郎&高杉晉助）
  - 2013年1月23日發售
  - 销量：12330
  - 完全生產限定版：本編DVD＋特典DVD「影像完全版」，出演：千葉進歩・中井和哉・鈴村健一・太田哲治
- 歌舞伎町四天王篇（坂田銀時&泥水次郎長&登勢&椿平子&寺田辰五郎／登勢&登勢（年輕時）&坂田銀時&泥水次郎長&寺田辰五郎&泥水次郎長（年輕時））
  - 2013年2月27日發售
  - 销量：7736
  - 完全生產限定版：本編DVD＋特典DVD「影像完全版＋万事屋留言」，出演：くじら・菅生隆之・野中 藍／杉田智和・阪口大助・釘宮理恵

舞台活動
- 銀魂春祭2010(假)（坂田銀時／坂田銀時&寺門通）
  - 2011年3月23日發售
  - 销量：22162
- 銀魂櫻祭2011(假)（萬事屋&真選組&宅十四&桂小太郎&伊麗莎白&寺門通&長谷川泰三&登勢&泥水次郎長&椿平子）
  - 2012年8月22日發售
  - 销量：13242
- 劇場版銀魂 銀幕前夜祭2013（萬事屋&真選組&桂一派／萬事屋&真選組&桂一派&寺門通）
  - 2013年10月23日發售
  - 销量：30693

### CD
- 銀魂 オリジナル・サウンドトラック[6]
- 銀魂 オリジナル・サウンドトラック 2[7]
- 銀魂 オリジナル・サウンドトラック 3[8]
- 銀魂 オリジナル・サウンドトラック 4[9]

動畫原聲帶。
- 銀魂BEST

動畫主題曲歌集。
- 寺門通ファーストアルバム『浮世のことなんて今日は忘れて楽しんでいってネクロマンサー』

收錄了銀魂中的偶像明星寺門通的歌曲。
- 劇場版銀魂新訳紅桜篇 オリジナル・サウンドトラック

『銀魂劇場版 新譯紅櫻篇』的原聲帶。
- 銀魂BEST2

第二張動畫主題曲歌集。
- 劇場版銀魂完結篇万事屋よ永遠なれ オリジナル・サウンドトラック

『銀魂完結篇 永遠的萬事屋』的原聲帶。

## 播放電視台

### 日本
| 播放地區             | 播放電視台     | 所屬聯播網          | 播放時間 | 播放期間                                                                                    | 備註                                   |
| 第1期                | 第1期          | 第1期               | 第1期 | 第1期                                                                                       | 第1期                                  |
| -------------------- | -------------- | ------------------- | --- | ------------------------------------------------------------------------------------------- | -------------------------------------- |
| 關東廣域圏           | 東京電視台     | 東京電視網          | 星期二 19時00分－19時30分 星期四 18時00分－18時30分                                                             | 2006年4月4日－9月19日（第1話－第24話） 2006年10月5日－2010年3月25日（第25－201話）          | 製作局 有字幕                          |
| 北海道               | TV北海道       | 東京電視網          | 星期二 19時00分－19時30分 星期四 18時00分－18時30分                                                             | 2006年4月4日－9月19日（第1話－第24話） 2006年10月5日－2010年3月25日（第25－201話）          | 有字幕                                 |
| 愛知縣               | 愛知電視台     | 東京電視網          | 星期二 19時00分－19時30分 星期四 18時00分－18時30分                                                             | 2006年4月4日－9月19日（第1話－第24話） 2006年10月5日－2010年3月25日（第25－201話）          | 有字幕                                 |
| 大阪府               | 大阪電視台     | 東京電視網          | 星期二 19時00分－19時30分 星期四 18時00分－18時30分                                                             | 2006年4月4日－9月19日（第1話－第24話） 2006年10月5日－2010年3月25日（第25－201話）          | 有字幕                                 |
| 岡山縣、香川縣       | 瀨戶內電視台   | 東京電視網          | 星期二 19時00分－19時30分 星期四 18時00分－18時30分                                                             | 2006年4月4日－9月19日（第1話－第24話） 2006年10月5日－2010年3月25日（第25－201話）          | 有字幕                                 |
| 福岡縣               | TVQ九州放送    | 東京電視網          | 星期二 19時00分－19時30分 星期四 18時00分－18時30分                                                             | 2006年4月4日－9月19日（第1話－第24話） 2006年10月5日－2010年3月25日（第25－201話）          | 有字幕                                 |
| 青森縣               | 青森電視台     | 日本新聞網          | 星期六 9時30分－10時00分                                                                                        |                                                                                             |                                        |
| 岩手縣               | 岩手可愛電視台 | 富士新聞網          | 星期二 16時54分－17時24分                                                                                       | 2006年4月－2008年4月8日                                                                     | 只播放至第99話                         |
| 山形縣               | TVU山形        | 日本新聞網          | 星期日 5時45分－6時15分                                                                                         | －2010年7月11日                                                                             |                                        |
| 新潟縣               | 新潟電視台21   | 朝日電視網          | 星期日 5時20分－5時50分                                                                                         |                                                                                             |                                        |
| 長野縣               | 信越放送       | 日本新聞網          | 星期六 4時45分－5時15分                                                                                         | 2006年6月－2010年7月3日                                                                     |                                        |
| 岐阜縣               | 岐阜放送       | 獨立UHF局           | 星期一 17時30分－18時00分                                                                                       |                                                                                             |                                        |
| 滋賀縣               | 琵琶湖放送     | 獨立UHF局           | 星期一 19時30分－20時00分                                                                                       | 2006年4月15日－                                                                             |                                        |
| 奈良縣               | 奈良電視台     | 獨立UHF局           | 星期日 10時00分－10時29分                                                                                       | －2012年4月8日                                                                              |                                        |
| 和歌山縣             | 和歌山電視台   | 獨立UHF局           | 星期一 19時27分－19時57分                                                                                       | 2010年10月25日－2012年5月21日                                                               | 只播放第126－201話                     |
| 鳥取縣、島根縣       | 日本海電視台   | 日本電視系          | 星期二 16時24分－16時53分                                                                                       |                                                                                             | 只播放至第99話                         |
| 愛媛縣               | 愛媛朝日電視台 | 朝日電視網          | 星期六 7時00分－7時30分                                                                                         |                                                                                             | 只播放至第99話                         |
| 熊本縣               | 熊本縣民電視台 | 日本電視系          | 星期日 7時30分－8時00分                                                                                         |                                                                                             | 只播放至第149話                        |
| 福島縣               | 福島電視台     | 富士新聞網          | 星期日 6時15分－6時45分                                                                                         | 2006年4月16日－2009年4月12日                                                                | 只播放至第149話                        |
| 廣島縣               | 廣島HOME電視台 | 朝日電視網          | 星期日 6時00分－6時30分                                                                                         | 2006年4月23日－2009年4月19日                                                                | 只播放至第150話                        |
| 宮城縣               | 仙台放送       | 朝日電視網          | 星期六 17時00分－17時30分                                                                                       | 2006年4月－2009年4月25日                                                                    | 只播放至第150話                        |
| 日本全國             | BS JAPAN       | 東京電視網 衛星電視 | 星期三 18時30分－19時00分                                                                                       |                                                                                             | 有字幕                                 |
| 日本全國             | AT-X           | 衛星電視            | 星期六 8時00分－8時30分                                                                                         |                                                                                             | 有重播                                 |
| 日本全國             | KIDS STATION   | 衛星電視            | 星期五 7時30分－8時00分                                                                                         |                                                                                             | 有重播                                 |
| 千葉縣               | 千葉電視台     | 獨立UHF局           | 星期四 17時30分－18時00分 星期一至四 19時00分－19時30分 星期一至二 19時00分－19時30分 星期一 19時00分－19時30分 | 2013年6月27日－11月14日 2013年11月18日－2014年1月30日 2014年2月3日－12月23日 2015年1月5日－ | 第1-19話 第20-57話 第58-137話 第138-話 |
| 栃木縣               | 栃木電視台     | 獨立UHF局           | 星期三 23時30分－24時00分                                                                                       | 2013年10月16日－                                                                            |                                        |
| 第2期「銀魂'」       |                |                     | |                                                                                             |                                        |
| 關東廣域圏           | 東京電視台     | 東京電視網          | 星期一 18時00分－18時30分                                                                                       | 2011年4月4日－2012年3月26日                                                                 | 製作局 有字幕                          |
| 北海道               | TV北海道       | 東京電視網          | 星期一 18時00分－18時30分                                                                                       | 2011年4月4日－2012年3月26日                                                                 | 有字幕                                 |
| 愛知縣               | 愛知電視台     | 東京電視網          | 星期一 18時00分－18時30分                                                                                       | 2011年4月4日－2012年3月26日                                                                 | 有字幕                                 |
| 大阪府               | 大阪電視台     | 東京電視網          | 星期一 18時00分－18時30分                                                                                       | 2011年4月4日－2012年3月26日                                                                 | 有字幕                                 |
| 岡山縣、香川縣       | 瀨戶內電視台   | 東京電視網          | 星期一 18時00分－18時30分                                                                                       | 2011年4月4日－2012年3月26日                                                                 | 有字幕                                 |
| 福岡縣               | TVQ九州放送    | 東京電視網          | 星期一 18時00分－18時30分                                                                                       | 2011年4月4日－2012年3月26日                                                                 | 有字幕                                 |
| 日本全國             | AT-X           | 衛星電視            | 星期二 8時30分－9時00分                                                                                         | 2011年4月19日－2012年4月3日                                                                 | 有重播                                 |
| 滋賀縣               | 琵琶湖放送     | 獨立UHF局           | 星期五 26時00分－26時30分                                                                                       | 2011年4月29日－2012年4月13日                                                                |                                        |
| 奈良縣               | 奈良電視台     | 獨立UHF局           | 星期日 10時00分－10時29分                                                                                       | 2012年4月15日－2013年3月31日                                                                |                                        |
| 日本全國             | KIDS STATION   | 衛星電視            | 星期六 19時00分－20時00分                                                                                       | 2012年6月2日－11月24日                                                                      | 有字幕 有重播                          |
| 和歌山縣             | 和歌山電視台   | 獨立UHF局           | 星期一 19時30分－20時00分                                                                                       | 2012年5月28日－2013年6月17日                                                                |                                        |
| 第2期「銀魂'」延長戰 |                |                     | |                                                                                             |                                        |
| 關東廣域圏           | 東京電視台     | 東京電視網          | 星期四 18時00分－18時30分                                                                                       | 2012年10月4日－2013年3月28日                                                                | 製作局 有字幕                          |
| 北海道               | TV北海道       | 東京電視網          | 星期四 18時00分－18時30分                                                                                       | 2012年10月4日－2013年3月28日                                                                | 有字幕                                 |
| 愛知縣               | 愛知電視台     | 東京電視網          | 星期四 18時00分－18時30分                                                                                       | 2012年10月4日－2013年3月28日                                                                | 有字幕                                 |
| 大阪府               | 大阪電視台     | 東京電視網          | 星期四 18時00分－18時30分                                                                                       | 2012年10月4日－2013年3月28日                                                                | 有字幕                                 |
| 岡山縣、香川縣       | 瀨戶內電視台   | 東京電視網          | 星期四 18時00分－18時30分                                                                                       | 2012年10月4日－2013年3月28日                                                                | 有字幕                                 |
| 福岡縣               | TVQ九州放送    | 東京電視網          | 星期四 18時00分－18時30分                                                                                       | 2012年10月4日－2013年3月28日                                                                | 有字幕                                 |
| 日本全國             | AT-X           | 衛星電視            | 星期四 20時30分－21時00分                                                                                       | 2013年1月17日－4月11日                                                                      | 有重播 不包括銀魂精選集                |
| 滋賀縣               | 琵琶湖放送     | 獨立UHF局           | 星期六 26時25分－26時55分                                                                                       | 2013年4月6日－6月29日                                                                       | 不包括銀魂精選集                       |
| 奈良縣               | 奈良電視台     | 獨立UHF局           | 星期日 10時00分－10時29分                                                                                       | 2013年4月7日－6月30日                                                                       | 不包括銀魂精選集                       |
| 日本全國             | KIDS STATION   | 衛星電視            | 星期六 19時00分－20時00分                                                                                       | 2013年6月1日－8月24日                                                                       | 有字幕 有重播                          |
| 和歌山縣             | 和歌山電視台   | 獨立UHF局           | 星期一 19時30分－20時00分                                                                                       | 2013年6月24日－9月16日                                                                      | 不包括銀魂精選集                       |
| 第3期「銀魂°」       |                |                     | |                                                                                             |                                        |
| 關東廣域圏           | 東京電視台     | 東京電視網          | 星期三 18時00分－18時30分                                                                                       | 2015年4月8日－2016年3月30日                                                                 | 製作局 有字幕                          |
| 北海道               | TV北海道       | 東京電視網          | 星期三 18時00分－18時30分                                                                                       | 2015年4月8日－2016年3月30日                                                                 | 有字幕                                 |
| 愛知縣               | 愛知電視台     | 東京電視網          | 星期三 18時00分－18時30分                                                                                       | 2015年4月8日－2016年3月30日                                                                 | 有字幕                                 |
| 大阪府               | 大阪電視台     | 東京電視網          | 星期三 18時00分－18時30分                                                                                       | 2015年4月8日－2016年3月30日                                                                 | 有字幕                                 |
| 岡山縣、香川縣       | 瀨戶內電視台   | 東京電視網          | 星期三 18時00分－18時30分                                                                                       | 2015年4月8日－2016年3月30日                                                                 | 有字幕                                 |
| 福岡縣               | TVQ九州放送    | 東京電視網          | 星期三 18時00分－18時30分                                                                                       | 2015年4月8日－2016年3月30日                                                                 | 有字幕                                 |
| 日本全國             | AT-X           | 衛星電視            | 星期六 22時00分－22時30分                                                                                       | 2015年4月11日－                                                                             | 有重播                                 |
| 奈良縣               | 奈良電視台     | 獨立UHF局           | 星期六 10時30分－11時00分                                                                                       | 2015年4月18日－                                                                             |                                        |
| 滋賀縣               | 琵琶湖放送     | 獨立UHF局           | 星期日 26時30分－27時00分                                                                                       | 2015年4月19日－                                                                             |                                        |
| 第4期「銀魂.」       |                |                     | |                                                                                             |                                        |
| 關東廣域圏           | 東京電視台     | 東京電視網          | 星期日 25時35分－26時05分                                                                                       | 2017年1月9日－                                                                              | 製作局 有字幕                          |
| 北海道               | TV北海道       | 東京電視網          | 星期日 25時35分－26時05分                                                                                       | 2017年1月9日－                                                                              | 有字幕                                 |
| 愛知縣               | 愛知電視台     | 東京電視網          | 星期日 25時35分－26時05分                                                                                       | 2017年1月9日－                                                                              | 有字幕                                 |
| 岡山縣、香川縣       | 瀨戶內電視台   | 東京電視網          | 星期日 25時35分－26時05分                                                                                       | 2017年1月9日－                                                                              | 有字幕                                 |
| 福岡縣               | TVQ九州放送    | 東京電視網          | 星期日 25時35分－26時05分                                                                                       | 2017年1月9日－                                                                              | 有字幕                                 |
| 大阪府               | 大阪電視台     | 東京電視網          | 星期一 25時05分－25時35分                                                                                       | 2017年1月10日－                                                                             | 有字幕                                 |

## 外部連結
- 公式サイト （页面存档备份，存于）（バンダイナムコピクチャーズ）
- 公式サイト （页面存档备份，存于）（テレビ東京）
- 銀魂-DVD&CD情報- | アニプレックス （页面存档备份，存于）
- アニメ銀魂的X（前Twitter）
- 銀魂ぴーあーる的X（前Twitter）